# Лемпіно (Польща)
Лемпіно (пол. Łempino) — село в Польщі, у гміні Рацьонж Плонського повіту Мазовецького воєводства.
Населення — 199 осіб (2011).
У 1975-1998 роках село належало до Цехановського воєводства.

## Демографія
Демографічна структура станом на 31 березня 2011 року:
|          | Загалом | Допрацездатний вік | Працездатний вік | Постпрацездатний вік |
| -------- | ------- | ------------------ | ---------------- | -------------------- |
| Чоловіки | 110     | 30                 | 73               | 7                    |
| Жінки    | 89      | 18                 | 48               | 23                   |
| Разом    | 199     | 48                 | 121              | 30                   |